# Mario Haas
Mario Haas, avstrijski nogometaš, * 16. september 1974, Gradec.
Za avstrijsko reprezentanco je odigral 43 uradnih tekem in dosegel sedem golov.